# ريا وسكينة (مسلسل)
ريا وسكينة هو مسلسل درامي مصري أُنتج عام 2005 يتناول القصة الحقيقة لريا وسكينة السفاحتان التي قتلا العديد من النساء في بداية العشرينات من القرن العشرين وتعدّ الحادثة أول تنفيذ للحكم الإعدام على سيدات في مصر، وأُخذ المسلسل عن كتاب رجال ريا وسكينة للكاتب صلاح عيسى.

## قصة المسلسل
تدور أحداث مسلسل ريا وسكينة علي قصة حياة الاختين وهما من أشهر مجرمات القرن العشرين في مصر ويعود اصلهم من الصوامعة وروعتا النساء في مطلع القرن وكانتا وراء مقتل العشرات قبل انتهاء حياتهما بصدور حكم قضائي باعدامهما تم تنفيذه في 21 ديسمبر عام 1921م. يمس المسلسل الظروف التي أدت إلى تحول الاختين ريا وسكينة إلى مجرمتين في محاولة لتعريف المشاهد بتطورات حياتهما وصلتهما بالمحيطين وتأثير البيئة التي نشأت فيها الاختان على مستقبلهما تضم الأحداث الحياة الاجتماعية والاقتصادية لمصر ومدينة الإسكندرية في نهاية القرن التاسع عشر وبدايات القرن العشرين.

## بطولة
| - عبلة كامل: ريا - سمية الخشاب: سكينة - سامي العدل: حسب الله - رياض الخولي: عبد العال - صلاح عبد الله: المعلم عبد الرازق - أحمد ماهر: عرابي الصوامعى - دينا: عديلة الكحكية - ماجدة الخطيب: زينب أم ريا وسكينة - رجاء حسين: أمينة أم أحمد - شوقي شامخ - شريف خير الله: علي الصائغ - صفاء الطوخي: مريم الشامية - محمد الشقنقيري: محمد خفاجة - إيهاب فهمي:إبراهيم أفندي - محمد شرف: أبو العلا - محمد الصاوي: أبو احمد النص - صبري عبد المنعم: الصول محمد المصري - إنجي شرف: أنيسه - صفاء جلال: فردوس فضل الله - زيزي مصطفى: خضرة محمد اللامي - جيهان سلامة: نظلة أبو الليل - محمود البزاوي: أحمد الجمال - سعيد الصالح: رمضان النجار - محمد فريد: أبو الشام - سلمى غريب: سيدة سليمان - شريف حلمي: أحمد رجب | - خالد عبد الحميد: سلامة - عزة سعيد: حجازية - عزيزة راشد: نبوية الدلالة - أمل إبراهيم: زنوبة الفرارجية - فاتن شعبان: نبوية التمرجية - محاسن النجدي: أم فرحات بتاعة الجاز - عماد العروسي: محمود عبد العال - ليلى جمال: أم نظلة - عنبر: فاطمة شيخة المخدمين - عبير مكاوي: فاطمة - شمس جاد: بديعة (الصغيرة) - نوران جاد: بديعة (الكبيرة) - محمد القرشي - محمد سراج - محمد صلاح: عبد المطلب العربجي - سليمان أبو الخير - ماهر عبد الظاهر - عيد أبو الحمد - منال نبيل - محمد بسيوني - محمد يونس - طارق إسماعيل - داود محمد - ناني سعد الدين - رباب ممتاز - أماني حلمي | - ولاء إسماعيل - حمدي السلكاوي - ثريا إبراهيم: أم عبد العال - محمود بشير - محمد عبد الحليم - محمود علوان - روزانا - إيمان صلاح الدين - نهلة إبراهيم - جمال يوسف - أحمد جمال سعيد - رمضان صابر: ساكن - عمرو محمد علي - عاطف عمار: الشربتلى - محمد الجندى: السداد - جمال حجازي: الزكاك - رؤوف مصطفى: القاضي - أشرف أمين - عفاف مصطفى - عنايات صالح - سامية عبد الله - عنايات صالح - سامية عبد الله - نجلاء شعير - فوقية منصور | - نادية العراقية: صاحبة اللوكنده - نورا السباعي: فرهوده - فتحي عبد الوهاب: سليمان عزت (وكيل النيابة) - يوسف العسال - أحمد هاني: ضابط الشرطة - أحمد الحلواني: أبو سليم - أشرقت السرساوي: طفلة - أشرقت السرساوي: طفلة - نجلاء عامر - بدر خميس - محمد جمال - ماهر محمود - محمود خليل - مجدي عبد الباري - طاهر بدر - هاني إبراهيم - طارق كامل - سيد مصطفى - عبد اللطيف الطحاوي - محمد قشطة - محمد حسني - محمد صبرى - ناجي البحيري - رأفت عبد القادر - رفعت ريان |